# Da Capo (альбом Ace of Base)
Da Capo (с итал. — «с начала») — четвёртый студийный альбом шведской группы Ace of Base, вышедший в сентябре 2002 года. Последний альбом коллектива, записанный в оригинальном составе.

## Об альбоме
Первым произведением группы с альбома стала песня Beautiful Morning, написанная участниками группы (родственниками) — Юнасом Берггреном, Йенни Берггрен и Линн Берггрен после смерти их отца.
Диск был назван Da Capo, что в переводе с итальянского языка означает «с начала». Тем самым группа хотела показать, что она стремится возвратиться к изначальному звучанию своих произведений, которые принесли им успех.

## Детали издания
В некоторых регионах альбом вышел с системой защиты от копирования компакт-дисков.
Имеется отличие немецкой версии диска от других, по непонятным причинам трек Hey Darling имеет более техно-танцевальное, а не роковое звучание и продолжительность (03:21). Эта версия была также распространена как Hey Darling (Brunner version) и вошла в сингл The Juvenile, имевший поддержку канала RTL.
В ремастированную версию альбома вошёл бонус-трек Da Capo (Alternate Version).
В 2020 году анонсировано переиздание альбома на цветном виниле в рамках бокс-сета All That She Wants: The Classic Albums.

## Список композиций
| №                   | Название                      | Автор(ы)                                                  | Длительность |
| ------------------- | ----------------------------- | --------------------------------------------------------- | ------------ |
| 1.                  | «Unspeakable»                 |                                                           | 3:14         |
| 2.                  | «Beautiful Morning»           | Юнас Берггрен, Йенни Берггрен, Линн Берггрен              | 2:59         |
| 3.                  | «Remember the Words»          |                                                           | 3:43         |
| 4.                  | «Da Capo»                     | Юнас Берггрен                                             | 3:10         |
| 5.                  | «World Down Under»            |                                                           | 3:32         |
| 6.                  | «Ordinary Day»                | Юнас Берггрен                                             | 3:24         |
| 7.                  | «Wonderful Life»              | Black                                                     | 4:15         |
| 8.                  | «Show Me Love»                | Юнас Берггрен                                             | 3:42         |
| 9.                  | «What’s the Name of the Game» |                                                           | 3:02         |
| 10.                 | «Change with the Light»       | Юнас Берггрен, Ульф Экберг, Йенни Берггрен, Линн Берггрен | 3:35         |
| 11.                 | «Hey Darling»                 | Юнас Берггрен                                             | 3:16         |
| 12.                 | «The Juvenile»                | Юнас Берггрен                                             | 3:45         |
| Общая длительность: | Общая длительность:           | Общая длительность:                                       | 41:55        |

| №   | Название                                             | Автор(ы)                                     | Длительность |
| --- | ---------------------------------------------------- | -------------------------------------------- | ------------ |
| 13. | «Don’t Stop» (бонус-трек)                            |                                              | 3:49         |
| 14. | «Summer Days» (бонус-трек)                           | Юнас Берггрен                                | 3:46         |
| 15. | «Beautiful Morning (Groove Radio Edit)» (бонус-трек) | Юнас Берггрен, Йенни Берггрен, Линн Берггрен | 2:47         |

| №   | Название                                   | Длительность |
| --- | ------------------------------------------ | ------------ |
| 13. | «Da Capo (Alternate Version)» (бонус-трек) | 3:26         |

## Чарты
| Чарты                     | Лучшая позиция |
| ------------------------- | -------------- |
| Австралийский альбом-чарт | 61             |
| Эстонский альбом-чарт     | 36             |
| Немецкий альбом-чарт      | 48             |
| Японский альбом-чарт      | 40             |
| Норвежский альбом-чарт    | 40             |
| Швейцарский альбом-чарт   | 23             |
| Шведский альбом-чарт      | 25             |

| Сингл               | Чарты             | Лучшая позиция |
| ------------------- | ----------------- | -------------- |
| «Beautiful Morning» | Шведские чарты    | 14             |
| «Beautiful Morning» | Швейцарский чарты | 32             |
| «Beautiful Morning» | Немецкие чарты    | 38             |
| «The Juvenile»      | Немецкие чарты    | 78             |
| «Unspeakable»       | Шведские чарты    | 45             |
| «Unspeakable»       | Немецкие чарты    | 97             |

## Продажи
- Германия: 40,000 копий продано
- Япония: 35,000 копий продано[3]
- Швеция: 15,000 копий продано

## DVD
DVD содержит альбом в звуке 5,1 Surround Sound, все официальные клипы Ace of Base, за исключением «Travel to Romantis», галерею, дискографию и биографию на английском и немецком языках.
Da Capo (альбом):
- 1 «Unspeakable»
- 2 «Beautiful Morning»
- 3 «Remember the Words»
- 4 «Da Capo»
- 5 «World Down Under»
- 6 «Ordinary Day»
- 7 «Wonderful Life»
- 8 «Show Me Love»
- 9 «What’s the Name of the Game?»
- 10 «Change with the Light»
- 11 «Hey Darling»
- 12 «The Juvenile»

Клипы:
- 1 «C’est la Vie»
- 2 «The Sign»
- 3 «Beautiful Life»
- 4 «Always Have, Always Will»
- 5 «All That She Wants»
- 6 «Living in Danger»
- 7 «Don’t Turn Around»
- 8 «Cruel Summer»
- 9 «Happy Nation»
- 10 «Lucky Love»
- 11 «Never Gonna Say I’m Sorry»
- 12 «Life Is a Flower»
- 13 «Wheel of Fortune»
- 14 «Beautiful Morning»